# Mahadai Das
Mahadai Das fue una poeta guyanesa. Nació en Eccles, costa este del Demerara, Guyana. Escribía ya poesía desde sus días de escuela en la Secundaria Bishop´s, en Guyana. Recibió su primer título en la Universidad de Guyana y obtuvo su B.A. en filosofía en la Universidad de Columbia, Nueva York, luego de eso, empezó a realizar un doctorado de filosofía en la Universidad de Chicago. Lamentablemente, Das enfermó y nunca completó el doctorado.
Fue bailadora, actriz, profesora y reina de belleza, sirvió como miembro voluntaria en el Servicio Nacional de Guyana alrededor del año 1976 y fue parte del grupo de mensajeros que promocionaban formas de arte ‘Coolie’ en una época en la que la cultura indo-guyanesa estaba siendo virtualmente excluida de la vida nacional. Fue una de las primeras mujeres indo-caribeñas en ser publicitadas.
Ella había escrito poesía relacionándola explícitamente a la identidad étnica, cosa que la contrastabas de otras poetas indo-caribeñas. Otro tópico tocado en sus escritos fue las condiciones de trabajo en las islas del Caribe.
Murió en el año 2003